# 모홀갈라고
모홀갈라고(Galago moholi)는 갈라고과에 속하는 영장류의 일종이다. 앙골라, 보츠와나, 부룬디, 콩고 민주 공화국, 에스와티니, 말라위, 모잠비크, 나미비아, 르완다, 남아프리카 공화국, 탄자니아, 짐바브웨에서 발견된다.